# Pudgalavada
Die Pudgalavāda war eine von Vatsiputra (3. Jh. v. Chr.) gegründete Schule des Buddhismus. Von der offiziellen Lehre abweichend, soll Vatsiputra versucht haben, den Begriff der »Person« (Sanskrit: pudgala) als eigene Realität in die Lehre einzubringen. Die Person als solche setzt sich zwar aus ihren körperlichen Teilen zusammen, hat aber darüber hinaus als Ganzheit eine eigene, darüber hinausgehende Existenz. Weil diese These der allgemeinen Lehre vom Nicht-Selbst widersprach, wurde die Pudgalavāda von anderen orthodoxen Schulen abgelehnt. Dennoch entfaltete sie sich zu großer Blüte und konnte sich bis ins 7. Jh. behaupten. Ihr wichtigster Zweig war die Sammatiya, die zu Beginn des 7. Jh. die größte buddhistische Schule in Indien war. Der Pudgalavada erlosch mit dem Erstarken der brahmanischen (hinduistischen) Gegenmission und dem allmählichen Niedergang des Buddhismus in Indien. Die Lehren der Pudgalavāda sind nur in wenigen chinesischen Texten sowie in einigen kritischen Stellungnahmen anderer Schulen erhalten.